# Trifluorométhyltriméthylsilane
Le trifluorométhyltriméthylsilane (TFMTMS), également appelé réactif de Ruppert-Prakash, est un composé chimique de formule Si(CH3)3CF3. Il s'agit d'un liquide inflammable utilisé en chimie organique pour introduire des groupes trifluorométhyle –CF3.